# Indicador de ángulo de timón

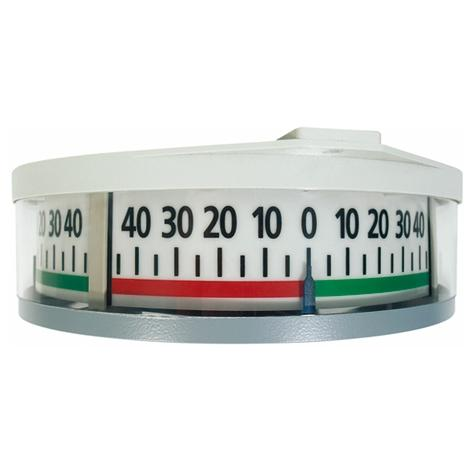
Indicador de ángulo de pala

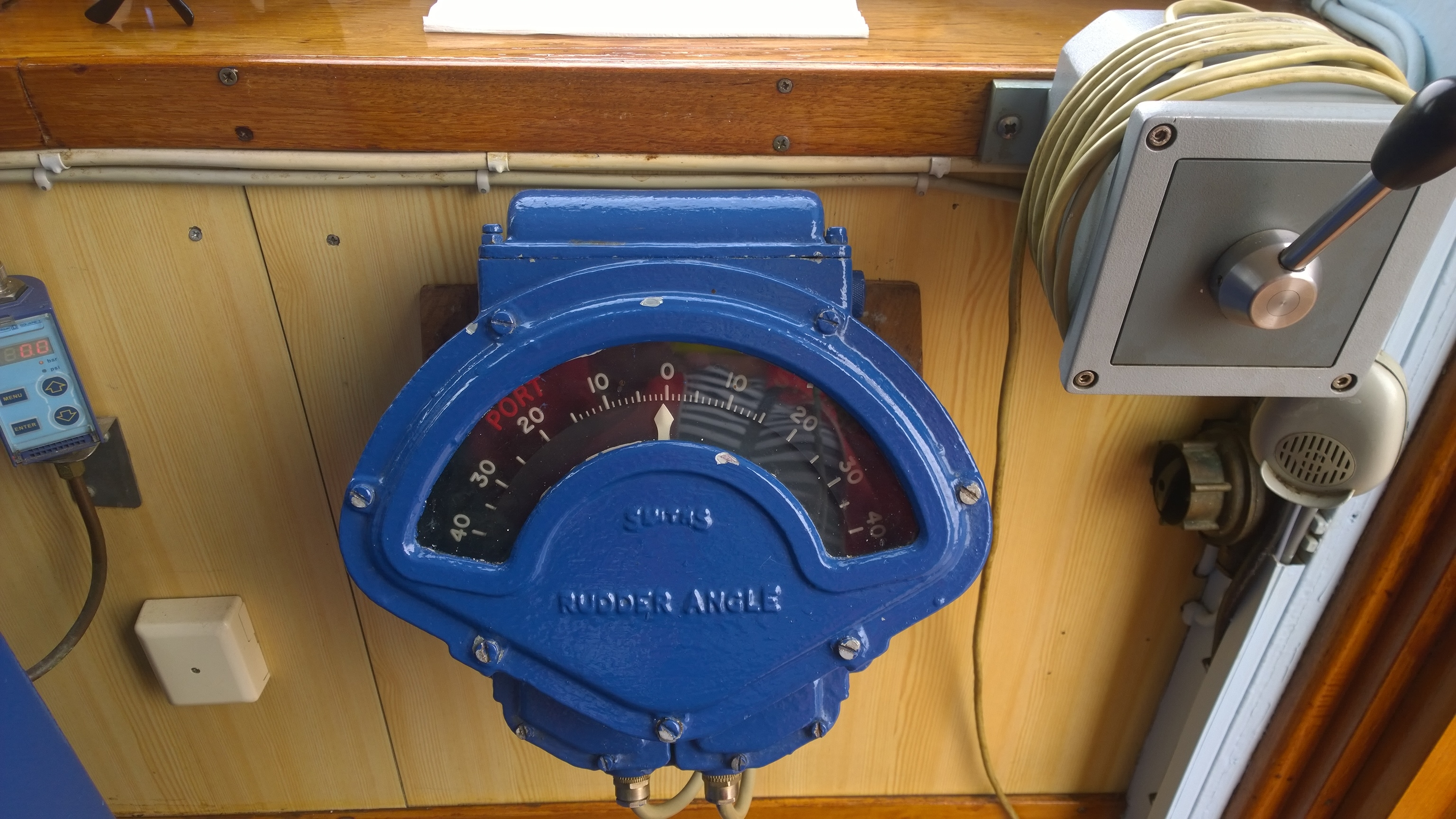
Indicador del timón clásico de la Nordstjernen buque de pasaje de Noruega 1956

El indicador del ángulo de timón o ángulo de pala, es un instrumento que se instala en el techo de la timonera o puente para indicarle al que lleva adelante la navegación el ángulo que tiene en cada instante la pala del timón respecto a la línea de crujía. 
El sector rojo indica que el timón esta a babor y el sector verde a estribor.
A mayor ángulo de pala, mayor será la velocidad de cambio de rumbo mientras se mantenga constante la velocidad de avance.
Cuando se navega en aguas restringidas la indicación de este instrumento es vital para el marino y requiere poder visualizarse desde cualquier punto de la estación de mando.
- Datos: Q6447997

.
Nótese que el mayor ángulo que puede adoptar la pala es de 45° cuando se coloca todo timón a la banda (todo a babor o todo a estribor).